# نادي المشتل
نادي المشتل أو نادي المشتل الرياضي-غزة هو نادي رياضي فلسطيني تأسس عام 1993 .

## المشاركات المحلية
- كأس فلسطين لأندية قطاع غزة:
  - 1999 ، 2000 ، 2003 ، 2005 ، 2010 ، 2012 ، 2014 ، 2015 ، 2016 ، 2017 ، 2018 ، 2019 ، 2020.
- الدوري الفلسطيني الممتاز لقطاع غزة:
  - 2006 ، 2013.
- دوري قطاع غزة الدرجة الأولى:
  - 2011 ، 2014.
- دوري قطاع غزة الدرجة الثانية:
  - 2015 ، 2016 ، 2017 ، 2018 ، 2019 ، 2020.[3]

## الإنجازات
- كأس فلسطين لأندية قطاع غزة:
  -  2012
- دوري قطاع غزة الدرجة الثالثة:
  -  2020